# الجمعية الموريتانية لحقوق الإنسان
الجمعية الموريتانية لحقوق الإنسان (AMDH) هي منظمة غير حكومية وغير ربحية موريتانية تعنى بالدفاع عن حقوق الإنسان. تأسّست الجمعية في عام 1991 في موريتانيا وتتخدُ من العاصمة نواكشوط مقرًا لها. اعتبارا من عام 2006، تُعدّ فاطيماتا مباي رئيسة الجمعية. جدير بالذكر هنا أنّ هذه الجمعية عضو في الفدرالية الدولية لحقوق الإنسان.